# Abdulaziz al-Omari
Abdulaziz al-Omari, påstås vara en av kaparna på American Airlines Flight 11 som flög in i World Trade Centers norra torn den 11 september 2001.